# Tatort: Tod im U-Bahnschacht
Tod im U-Bahnschacht ist eine Folge der ARD-Krimireihe Tatort. Die vom Sender Freies Berlin (SFB) produzierte Episode wurde erstmals am 9. November 1975 in der ARD ausgestrahlt. Es handelt sich um den ersten Tatort mit Kommissar Schmidt, der den tödlichen Unfall eines illegal beschäftigten ausländischen Arbeiters und die Machenschaften des dahinterstehenden Menschenschmugglerrings aufklären muss. Zudem muss er eine aus dem Fall heraus resultierende Geiselnahme beenden. Es ist gleichzeitig der erste Tatort mit „zentralem Migrationsbezug“ und gilt als einer der umstrittensten Filme der Reihe.

## Handlung
West-Berlin Mitte der 1970er Jahre: Das U-Bahn-Netz wird kontinuierlich ausgebaut, um die von der Deutschen Reichsbahn betriebene S-Bahn überflüssig zu machen. In einem in Bau befindlichen U-Bahn-Tunnel arbeiten fast nur illegal in Deutschland lebende Ausländer, zumeist Türken. Durch Unachtsamkeit wird Mehmet, einer der Arbeiter, vom Bulldozer erfasst und erliegt noch am Unfallort seinen schweren Verletzungen. Vorarbeiter Bauler entscheidet, nicht die Polizei zu alarmieren, da sonst der gesamte Menschenschmuggler-Ring auffliegen würde. Die Leiche des Mannes soll noch in der Nacht beseitigt werden. Doch beim Abtransport von der Baustelle schaut ein Bein aus dem Kran heraus und durch den Bauzaun beobachtet ein Betrunkener diese Szene. Er meldet seine Beobachtung der Polizei, woraufhin sich Kommissar Wagner von der „Arbeitsgruppe Ausländer“ um die Angelegenheit kümmert. Einem Hinweis folgend versucht Wagner in einer Kiesgrube die angebliche Leiche zu finden, jedoch ohne Erfolg.
Inzwischen wird Arkan, der Schwager des Toten, von der Polizei wegen einer Messerstecherei verhaftet. Als Baustellenchef Kaiser davon erfährt, hat er Bedenken, dass Arkan etwas von dem Unfall verraten könnte, deshalb lässt er dessen Schwester Ayse weg- und in einem Gasthof unterbringen.
Kommissar Wagner und sein Kollege Schmidt sind über Kaisers Machenschaften im Bilde, konnten ihm in der Vergangenheit allerdings nichts nachweisen. Wagner vermutet außerdem Drogengeschäfte Kaisers. Daher will er Arkan als Köder benutzen, um nicht nur Kaiser, sondern auch Abdullah, dem türkischen Chef des Menschenhändler-Rings, auf die Schliche zu kommen. Bei einem Gefangenentransport gelingt Arkan die von Wagner eingeplante und eingeleitete Flucht. Da er sich bei seiner Schwester verstecken will und Ayse in ihrer Wohnung nicht findet, macht er sich auf die Suche nach ihr. Ihm ist klar, dass nur Kaiser hinter ihrem Verschwinden stecken kann, doch schafft er es nicht, zu ihm vorzudringen, da sein Grundstück zu gut bewacht ist. So sucht Arkan erst einmal die Stelle auf, an der Mehmet vergraben wurde, um dort zu beten. Unbemerkt erfahren die Kommissare so von dem Versteck.
Arkan wird jedoch nicht nur heimlich von der Polizei verfolgt, sondern auch einer von Kaisers Leuten ist ihm auf den Fersen. Dieser stößt Arkan vor eine Bahn, doch kann sich dieser glücklicherweise retten und überlebt. Im Gegenzug kann Arkan den Attentäter überwältigen und zwingt diesen, ihn zu seiner Schwester zu bringen. Diese wird mittlerweile gezwungen, in dem als Gasthof getarnten Bordell als Prostituierte zu arbeiten und wehrt sich gerade gegen einen zudringlichen Freier. Eine der Angestellten ruft die Polizei, als Arkan mit seiner Geisel erscheint und auch bewaffnet ist.
Unterdessen finden Wagner und seine Leute tatsächlich die Leiche von Mehmet. Schmidt trifft am Gasthof ein und versucht, Kontakt zu Arkan aufzunehmen. Er versucht, ihn zur Aufgabe zu bewegen und garantiert ihm Straffreiheit und freies Geleit in die Türkei. Doch Arkan vertraut der Polizei nicht und versucht mit seiner Schwester und der Geisel zu fliehen. Dabei wird Arkan von einem Polizisten getötet. Somit ist es der Polizei wieder einmal nicht möglich, an die Hintermänner des Menschenschmuggels zu gelangen.

## Hintergrund
Tod im U-Bahnschacht wurde offiziell aufgrund der drastisch gezeigten Unfallszene und des in Großaufnahme gezeigten Todeskampfs des Unfallopfers 17 Jahre lang bis 1992 für Wiederholungen (Giftschrankfolge) gesperrt, bevor der SFB die Folge wieder freigab. Die zeitgenössischen Frankfurter Hefte vermuteten allerdings im Zusammenhang mit der Einmischung von Franz Josef Strauß eher das brisante Thema der Folge als Grund hierfür. Das Nachrichtenmagazin Der Spiegel berichtete 1976 außerdem von einem „großen Krach“, den der Regisseur wegen seiner „polizeikritischen Tatort-Inszenierung“ mit dem SFB gehabt hätte. Daneben polarisierte insbesondere in der Berliner Presse auch die Darstellung der Arbeitsmigranten, die teils als zu positiv, teils als zu negativ empfunden wurde.
Nach einer Wiederholung im Jahr 1995 dauerte es erneut 23 Jahre, bis der Film Ende Dezember 2018 in einer digital restaurierten Fassung im RBB Fernsehen noch einmal gezeigt wurde.
Gedreht wurde in der U-Bahn-Station Wilmersdorfer Straße, die 1978 eröffnet wurde.
Auf tatort-fundus.de wurde Tod im U-Bahnschacht als drittschlechteste Folge aller Zeiten bewertet.

## Rezeption

### Einschaltquoten
Bei ihrer Erstausstrahlung erreichte die Folge einen Marktanteil von 56,0 %.

### Kritiken
Der CSU-Vorsitzende und Oppositionspolitiker Franz Josef Strauß hielt „den gezeigten Film für einen Banditenfilm aus Montevideo mit Bordelleinlage“. Das teilte er dem Intendanten des SFB telegrafisch noch während der Ausstrahlung des Films mit.

„Ich habe so was an Unfähigkeit, Dümmlichkeit, Geschmacklosigkeit und Verhöhnung der Berliner Polizei für unvorstellbar gehalten.“

Der SFB wies die Kritik zurück. Insbesondere sei der Film in Zusammenarbeit mit der Berliner Polizei entstanden und von dieser nicht beanstandet worden.

„Peter Stripps Film (Regie: Wolf Gremm) über finstere Geschäfte mit illegal eingereisten Türken in Berlin ist, mit guten Argumenten, hart kritisiert worden. Aber gerade dies, daß Polizeibeamte endlich einmal nicht als allwissende Super-Männer idealisiert, sondern in ihrer (dem Bürger nur zu vertrauten) Menschlichkeit, also auch Trägheit, Schwäche, kurz: auch in ihrem Scheitern gezeigt werden, ist keine 'Verhöhnung' und alles andere als 'ein echter Skandal', wie Strauß meint, sondern ein Realismus, der auf die Dauer mehr Sympathie für die Polizei weckt als die kalte Unpersönlichkeit fixer Kombinierer und ewig strahlender Stadt-Sheriffs, mit denen viele andere Krimis langweilen.“